# 满族屯满族乡
满族屯满族乡是中华人民共和国内蒙古自治区兴安盟科尔沁右翼前旗下辖的一个民族乡。

## 行政区划
满族屯满族乡下辖以下村级行政区划单位：
满族屯嘎查、特布格日勒嘎查、白音乌拉嘎查、特门嘎查、满都拉图嘎查、乌兰敖都嘎查、阿拉坦敖都嘎查和三岔嘎查。